# Starý Vestec
Starý Vestec (německy Alt Westetz) je obec v okrese Nymburk ve Středočeském kraji. Leží bezprostředně u sjezdu z dálnice D11 – Bříství, asi sedm kilometrů jižně od města Lysá nad Labem. Žije v ní 236 obyvatel.

## Geografie
Obec leží v nadmořské výšce 188 metrů v trojúhelníku mezi Přerovskou, Semickou a Břístevskou hůrou.

## Historie
První písemná zmínka o obci pochází z roku 1320.

## Současnost
Původní zástavbu centra obce, ve kterém se dochovala řada cenných hospodářských stavení, dnes doplňuje nekvalitní současná architektura na pomezí zastavěné plochy a polí.
Starý Vestec je společně s Jiřicemi, Lysou nad Labem, Ostrou, Přerovem nad Labem, Semicemi, Starou Lysou a Stratovem členem dobrovolného sdružení obcí Mikroregion Polabí.

## Obyvatelstvo
| Rok            | 1869 | 1880 | 1890 | 1900 | 1910 | 1921 | 1930 | 1950 | 1961 | 1970 | 1980 | 1991 | 2001 | 2011 | 2021 |
| -------------- | ---- | ---- | ---- | ---- | ---- | ---- | ---- | ---- | ---- | ---- | ---- | ---- | ---- | ---- | ---- |
| Počet obyvatel | 240  | 268  | 249  | 261  | 307  | 311  | 292  | 242  | 212  | 183  | 166  | 171  | 147  | 188  | 196  |
| Počet domů     | 34   | 38   | 39   | 51   | 58   | 60   | 70   | 74   | 72   | 65   | 61   | 74   | 75   | 72   | 88   |

## Obecní správa

### Územněsprávní začlenění
Dějiny územněsprávního začleňování zahrnují období od roku 1850 do současnosti. V chronologickém přehledu je uvedena územně administrativní příslušnost obce v roce, kdy ke změně došlo:
- 1850 země česká, kraj Pardubice, politický okres Černý Kostelec, soudní okres Český Brod[6]
- 1855 země česká, kraj Praha, soudní okres Český Brod
- 1868 země česká, politický i soudní okres Český Brod
- 1939 země česká, Oberlandrat Kolín, politický i soudní okres Český Brod[7]
- 1942 země česká, Oberlandrat Praha, politický i soudní okres Český Brod[8]
- 1945 země česká, správní i soudní okres Český Brod[9]
- 1949 Pražský kraj, okres Český Brod[10]
- 1960 Středočeský kraj, okres Nymburk
- k 1. lednu 1980 Středočeský kraj, okres Nymburk, obec Semice[11]
- k 24. listopadu 1990 Středočeský kraj, okres Nymburk[11]
- 2003 Středočeský kraj, okres Nymburk, obec s rozšířenou působností Lysá nad Labem

### Obecní symboly
Znak a vlajka byly obci uděleny rozhodnutím předsedy Poslanecké sněmovny Parlamentu České republiky dne 11. července 2019.

## Doprava
Dopravní síť
- Pozemní komunikace – Obcí procházejí silnice II/272 Český Brod – Lysá nad Labem – Benátky nad Jizerou a silnice II/611 Praha – Sadská – Poděbrady – Chlumec nad Cidlinou – Hradec Králové.

- Železnice – Železniční trať ani stanice na území obce nejsou.

Veřejná doprava 2025
- Autobusová doprava – V obci měly zastávku autobusová linka 661 Český Brod, žel. st. – Kounice – Starý Vestec – Přerov nad Labem, U Skanzenu – Semice, střed – Lysá nad Labem, žel. st. ( dopravce OAD Kolín) a linka 398 Praha, Černý Most – Nádraží Horní Počernice – Nehvizdy – Mochov – Starý Vestec – Sadská – Kostelní Lhota – Poděbrady, žel. st. (dopravce ČSAD POLKOST/ČSAD Střední Čechy).

## Pamětihodnosti
- Kaple svatého Václava v centru obce
- Boží muka stojící naproti kapli
- Původní hospodářská stavení se zachovalou bránou a dvorem
- Pomník padlým v první světové válce (na pomníku jsou uvedena jména: Oldřich Bendl 1896–1918, František Lambert 1890–1917, František Micka 1898–1917, František Srnec 1894-1918, František Salaba 1874–1918, Alois Charamza 1884–1919, Josef Charamza 1886–1915, Václav Charamza 1873-1918, Václav Charamza 1877–1917, Alois Krovoza 1891–1916, Václav Skalický 1873–1918)

## Galerie

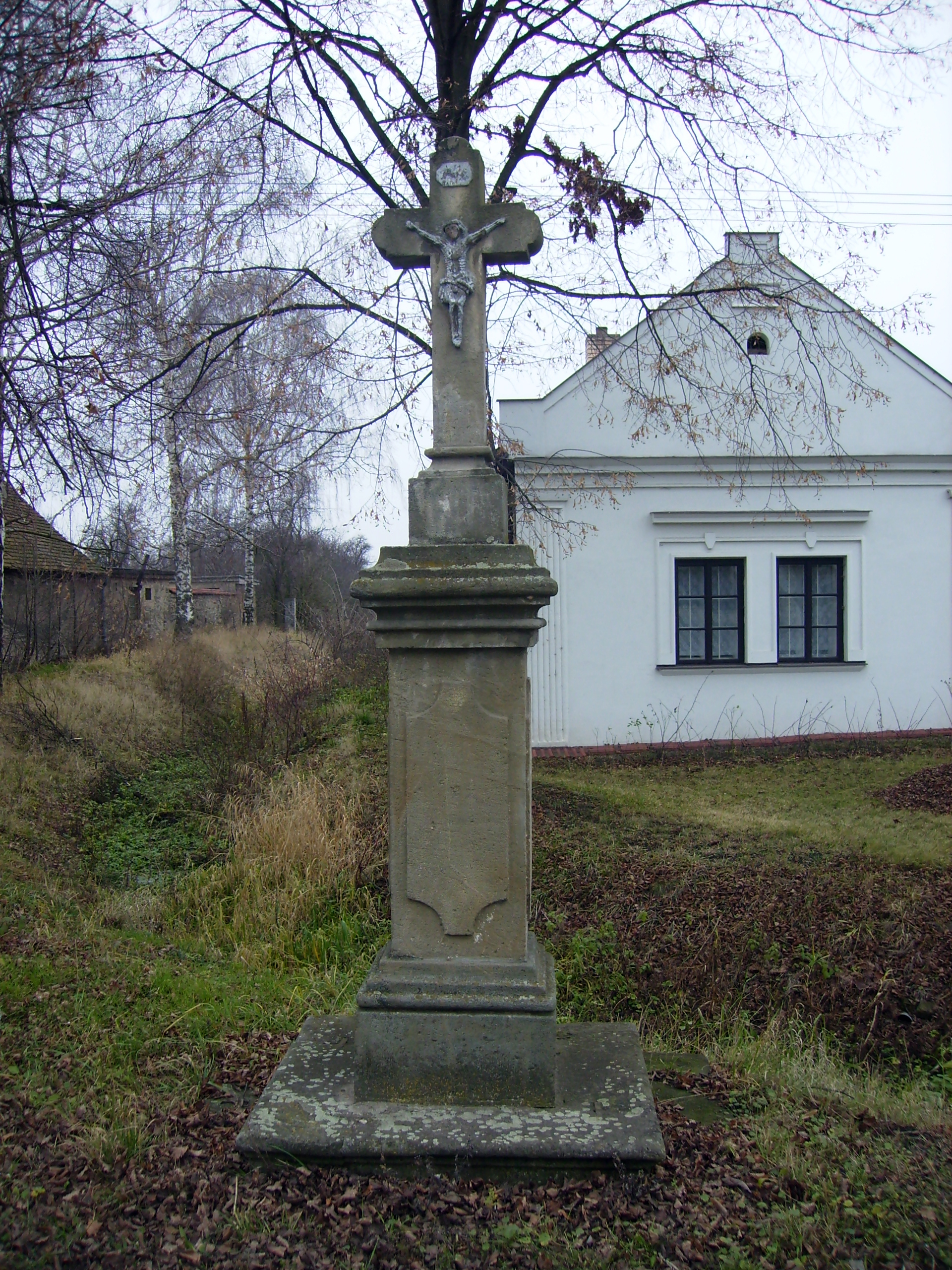
Boží muka naproti kapli
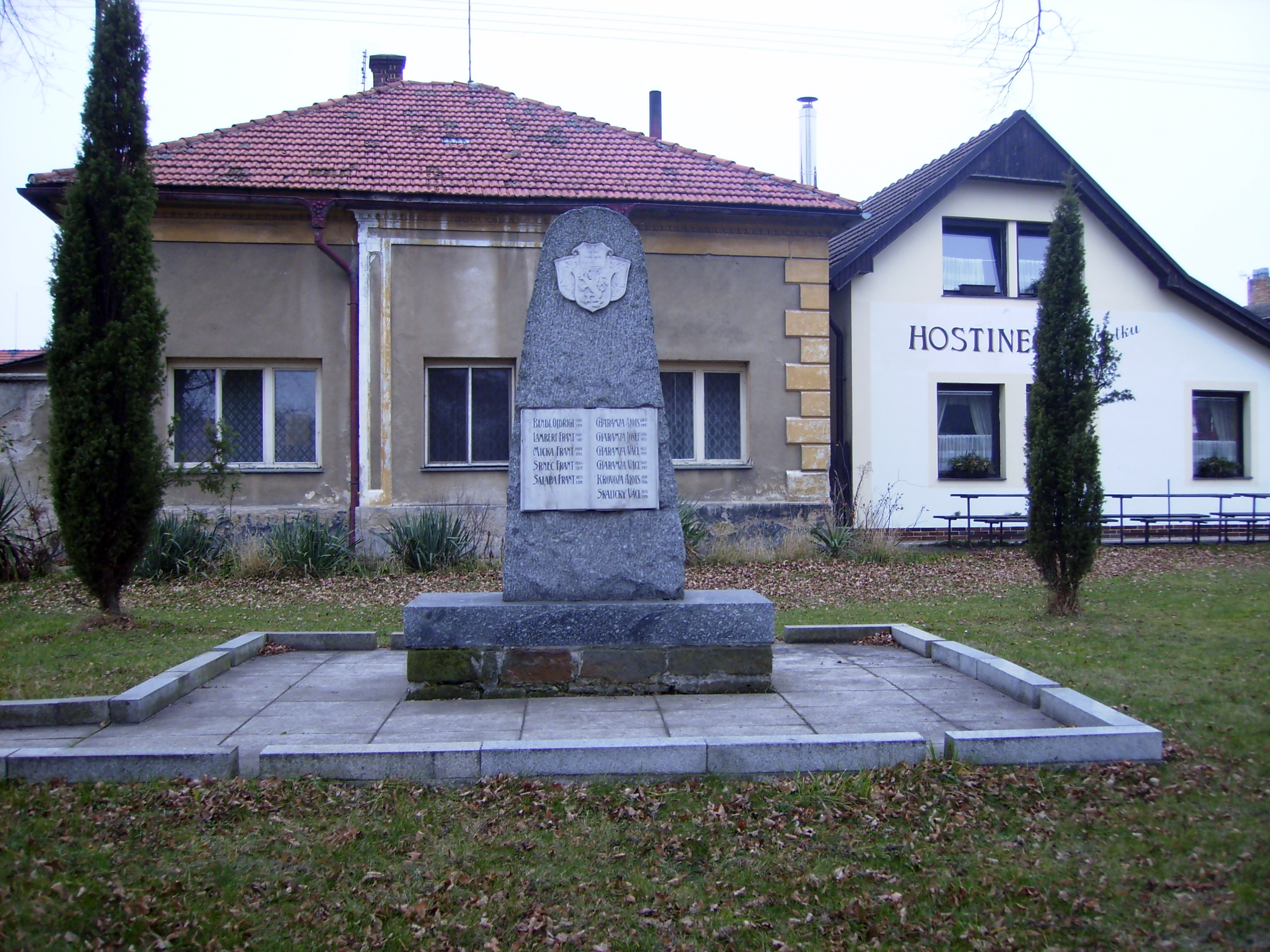
Pomník padlých v první světové válce
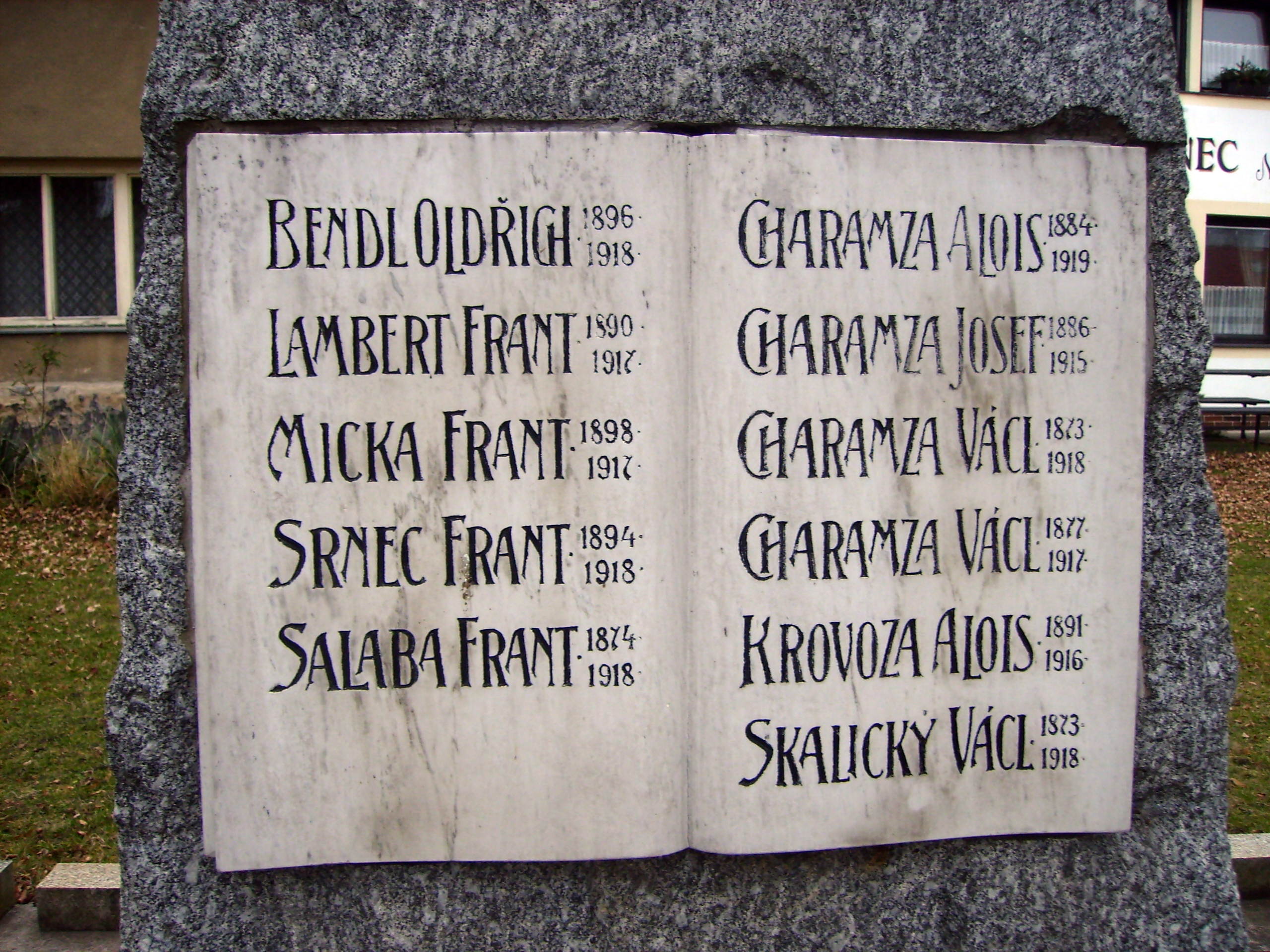
Detail pomníku padlých